# Relax!
「Relax!」（リラックス）は、日本の女性アイドルグループAKB48の派生ユニット・ノースリーブスの楽曲。楽曲は秋元康により作詞、吉田将樹により作曲されている。2008年11月26日にユニットのデビューシングルとして発売された。

## 概要
AKB48の1期生である小嶋陽菜・高橋みなみ・峯岸みなみによって結成されたノースリーブスのメジャーデビュー・シングル。楽曲は自身出演のテレビドラマ『メン☆ドル 〜イケメンアイドル〜』（テレビ東京系列・ドラマ24）主題歌として使用され、放送開始前の2008年10月8日に行われた制作発表会に於いてマスコミ向けに初披露された。
楽曲のシングルCDは初回生産限定盤 (ESCL-3127・8) と通常盤 (ESCL-3129) の2種類がリリースされた。初回限定盤はDVDが付属しており、「小嶋 feature ver.」「高橋 feature ver.」「峯岸 feature ver.」の3種類のジャケットがある。通常盤のジャケットは初回生産限定盤とは異なるデザインになっている。また、初回生産限定盤および通常盤の初回生産分には発売記念握手会「Thanx! Relax!」（東京・名古屋・大阪）参加券が封入されている。
発売翌日の11月27日に『ノースリーブス デビュー記念特別公演 ～丸ごとno3b!!～』をAKB48劇場で開催。これに合わせ、11月25日から27日まで同劇場での購入特典として、劇場握手会参加券と特別公演抽選券が購入者に別途渡された。
キャッチコピーは「「頑張って！」なんて私言わないよ 休んだって夢は逃げないよ」。

## シングル収録トラック

### 初回生産限定盤
| #  | タイトル                        | 作詞   | 作曲       | 編曲               |
| -- | ------------------------------- | ------ | ---------- | ------------------ |
| 1. | 「Relax!」                      | 秋元康 | 吉田将樹   | 北川勝利、桜井康史 |
| 2. | 「ハートの温度」                | 秋元康 | 萩原慎太郎 | AKIRA              |
| 3. | 「Relax! -Instrumental-」       |        |            |                    |
| 4. | 「ハートの温度 -Instrumental-」 |        |            |                    |

| #  | タイトル                      | 作詞 | 作曲・編曲 |
| -- | ----------------------------- | ---- | ---------- |
| 1. | 「Relax! Music Video」        |      |            |
| 2. | 「Making of Relax!」          |      |            |
| 3. | 「Relax! カラオケ練習用映像」 |      |            |

### 通常盤
| #  | タイトル                        | 作詞   | 作曲       | 編曲               |
| -- | ------------------------------- | ------ | ---------- | ------------------ |
| 1. | 「Relax!」                      | 秋元康 | 吉田将樹   | 北川勝利、桜井康史 |
| 2. | 「ハートの温度」                | 秋元康 | 萩原慎太郎 | AKIRA              |
| 3. | 「Relax! -Instrumental-」       |        |            |                    |
| 4. | 「ハートの温度 -Instrumental-」 |        |            |                    |

## クレジット
- Total Produce : Yasushi Akimoto
- Recorded & Mixed by Mitsuyasu Kaneko（GIALLO PORTA）
- Assisted by Seiji Mikami（GIALLO PORTA）
- Mastered by Yuji Chinone（Sony Music Studios Tokyo）
- Art Direction & Design : Norio Tanaka（Sony Music Communications）
- Design : Sayaka Shibata（Sony Music Communications）
- Photography : Hirohiko Taniguchi（D-CORD）
- Styling : Mayumi Kasai（Kurashina Desk）
- Hair & Make-up : Tomoko Miyagawa（NEXT）